# Агафокл из Пеллы
Агафо́кл (др.-греч. Ἀγαθοκλῆς; IV век до н. э.) — македонский аристократ, приближенный царя Филиппа II.
Евсевий Кесарийский называл Агафокла фессалийцем из Краннона. Афиней со ссылкой на Феопомпа приводит следующее описание его происхождения: «Агафокл, будучи рабом и одним из фессалийских пенестов, имел большую силу у Филиппа благодаря своей лести и еще потому, что общался с царем на симпосиях, где он плясал и вызывал смех. За это Филипп отправил его с поручеием сокрушить перребов и заправлять делами в их области. Ибо македонский царь всегда держал при себе людей, в чьей компании он проводил большую часть времени по причине их скоморошества и страсти к пьянству, и с ними же он обычно размышлял о важнейших делах». Феопомп отрицательно относился к Филиппу II и мог приписать одному из его военачальников низкое происхождение и недостойные действия.
За свою службу Агафокл получил поместье в столице Пелле, а также македонское гражданство, что дало возможность его сыновьям называться македонянами.
В античных источниках имеется информация о четырех сыновьях Агафокла:
- старшем Алкимахе;
- одном из «великих» диадохов и царе Македонии Лисимахе;
- Автодике;
- Филиппе.